# Collin Raye
Floyd Elliot Wray, né le 22 août 1960 à Nashville est un chanteur de musique country américain, connu professionnellement comme Collin Raye, et auparavant comme Bubba Wray. Sous ce dernier nom, il a enregistré dans le groupe The Wrays entre 1983 et 1987.

## Biographie
Il fait ses débuts en solo en 1991 en tant que Collin Raye avec l'album All I Can Be, qui devint son premier album numéro un avec "Love, Me". All I Can Be est le premier des quatre albums consécutifs produit par Raye qui obtient la certification de platine aux États-Unis pour les ventes de un million d'exemplaires chacun.
Il maintient plusieurs Top Ten durant le reste de la décennie et en 2000. Sorti en 2001, Can't Back Down est son premier album qui ne figure pas au Top 40 ; il est abandonné par son label peu après. Il n'enregistre pas d'autre album studio jusqu'en 2005, qui voit la sortie de Twenty Years and Change, avec un label indépendant.
Entre 1991 et 2007, Raye enregistre 30 singles qui figurent dans les charts country aux États-Unis ; il est également classé deux fois dans la musique populaire en tant que partenaire de duo sur deux chansons de Jim Brickman. Quatre des singles de Raye ont atteint le numéro un dans les charts de musique country : en 1992 Love, Me et In This Life, en 1994 My Kind of Girl, et, en 1998, I Can Still Feel You. Il a également enregistré un total de onze albums studio, comprenant un album de chants de Noël et une compilation de berceuses. De plus il a réalisé une compilation de ses plus grands succès, un album en public, et un ensemble de CD / DVD en public. En 2009, il sort Never Going Back, produit par le label Saguaro Road Records .

### Jeunesse
Floyd Elliot Wray nait à De Queen en Arkansas, le 22 août 1960. Sa mère, Lois Wray, est une musicienne locale ; dans les années 1950, elle intervient dans les premières parties d'artistes du label Sun Records, dont Jerry Lee Lewis, Elvis Presley, Johnny Cash et Carl Perkins . Par la suite, elle entame une carrière en solo ; elle aurait occasionnellement fait monter Floyd et son frère Scott pour  faire les chœurs. Durant les années 1980, les deux frères montent un groupe de country-rock appelé le  Wray Brothers Band , dans lequel Collin prend le nom de scène Bubba Wray. Le groupe joue principalement au Texas, à Corvallis dans l'Oregon, et plus tard à Reno dans le Nevada ; ils réalisent alors quelques singles sur des labels indépendants. En 1986, le groupe (dont le nom a été raccourci en The Wrays) signe avec le Mercury Records ; ils sortent alors quatre singles. Très mal classés dans les charts, ces quatre singles mettent fin au groupe qui se sépare.

### Carrière en solo

#### All I Can Be
Après avoir modifié l'orthographe de son nom en Raye, il signe un contrat avec le label Epic Records en 1990. Son premier single, All I Can Be (Is a Sweet Memory), entre dans les charts en 1991, atteignant le no 29 au classement Hot Country Singles & Tracks (en). Le premier album de Raye, intitulé All I Can Be est réalisé peu de temps après.
Le single suivant, une ballade coécrite par Skip Ewing (en) et intitulée Love Me, atteint la première place du classement de la musique country au début de l'année 1992, maintenant cette position trois semaines durant. All I Can Be est alors certifié disque de platine. par l'association américaine de l'industrie du disque (RIAA). Le dernier titre de l'album, Every Second, se hisse à la 2d place.

#### In This Life and Extremes
Le deuxième album de Raye, intitulé In This Life, sort en 1992. Le titre éponyme, qui a été utilisé comme premier single extrait de l'album, reste deux semaines no 1. À la fin de l'année 1992, Raye fait une apparition dans la série télévisée Street Justice où il joue en public le titre In This Life. L'album a fourni trois autres titres classés parmi les dix premiers succès country : I Want You Bad (And That Ain't Good, Somebody Else's Moon et That Was a River.
Le troisième album de Rayz, Extremes, sort en 1993. C'est son premier album produit par Paul Worley et Ed Seay. ce dernier sera le coproducteur de Raye jusqu'en 2000.
I Think About You et The Best of Collin Raye: Direct Hits
Sorti en 1995, I Think About You est le quatrième album  de Collin Raye. Six singles en ont été extraits et il devient le quatrième album consécutif certifié platine.  Parmi les singles, trois d'entre eux ont atteint le Top 5 : One Boy, One Gir, Not That Different, et le titre éponyme, I Think About You.
En 1996, Raye sort également un album de chants de Noël, intitulé  Christmas: The Gift.

## Discographie

### albums
| Année | Album                                          |
| ----- | ---------------------------------------------- |
| 1991  | All I Can Be                                   |
| 1992  | In This Life                                   |
| 1993  | Extremes                                       |
| 1995  | I Think About You                              |
| 1995  | Christmas: The Gift                            |
| 1998  | The Walls Came Down                            |
| 2000  | Counting Sheep                                 |
| 2000  | Tracks                                         |
| 2001  | Can't Back Down                                |
| 2005  | Twenty Years and Change                        |
| 2006  | Fearless                                       |
| 2009  | Never Going Back                               |
| 2011  | His Love Remains                               |
| 2013  | Still On The Line...The Songs of Glen Campbell |
| 2014  | Everlasting                                    |
| 2020  | Scars                                          |

## Source
- (en) Cet article est partiellement ou en totalité issu de l’article de Wikipédia en anglais intitulé « Collin Raye » (voir la liste des auteurs).